# Mołdawa (Wólka Modrzejowa)
Mołdawa – przysiółek wsi Wólka Modrzejowa w Polsce, położony w województwie mazowieckim, w powiecie lipskim, w gminie Rzeczniów.
W latach 1975–1998 przysiółek administracyjnie należał do województwa radomskiego.
W nocy z 16 na 17 października 1943 żandarmeria niemiecka wraz z Kałmukami z Ostrowca Świętokrzyskiego spacyfikowała wieś. Mieszkańców spędzono do stodoły następnie ją podpalając. W wyniku akcji śmierć poniosło 18 osób. Tej samej nocy podobnie Niemcy spacyfikowali wieś Zawały. 
Wierni Kościoła rzymskokatolickiego należą do parafii św. Mikołaja w Grabowcu.